# Premi Llibres Anagrama de Novel·la
El Premi Llibres Anagrama de Novel·la (antigament, Premi Anagrama de novel·la en català) és un premi que atorga l'Editorial Anagrama anualment a una novel·la inèdita en llengua catalana, en què també distingeix  el finalista. El premi s'entrega el tercer dilluns de gener. En les bases es deixa clar que les novel·les aspirants al premi no poden haver estat presentades a altres premis. El premi tenia una dotació econòmica de 6.000 euros fins a l'any 2022 que va pujar a 12.000 euros a partit de 2023.

## Premiats
| Any  | Autor           | Obra                         | Ref    |
| ---- | --------------- | ---------------------------- | ------ |
| 2016 | Albert Forns    | Jambalaia                    | [ 4 ]  |
| 2017 | Tina Vallès     | La memòria de l'arbre        | [ 5 ]  |
| 2018 | Llucia Ramis    | Les possessions              | [ 6 ]  |
| 2019 | Irene Solà      | Canto jo i la muntanya balla | [ 7 ]  |
| 2020 | Anna Ballbona   | No soc aquí                  | [ 8 ]  |
| 2021 | Pol Guasch      | Napalm al cor                | [ 9 ]  |
| 2022 | Desert          | Desert                       | [ 10 ] |
| 2023 | Andrea Genovart | Consum preferent             | [ 3 ]  |
| 2024 | Clara Queraltó  | Com un batec en un micròfon  | [ 11 ] |
| 2025 | Arià Paco       | Teoria del joc               | [ 12 ] |